# 竹村典久
竹村 典久（たけむら のりひさ、1967年10月28日 - ）は、広島県出身の、日本の柔道選手である。階級は95kg級。身長170cm。弟は同じ95kg級で活躍していた竹村欣也。

## 経歴
近代福山高校から近畿大学に進むと、1年の時に新人体重別の95kg級で3位になった。2年の時には決勝まで進むも日大2年の秋山勝彦に敗れて2位だった。また、この年から3年連続で高校時代からの同級生である山崎茂樹などとともに活躍して優勝大会で3位になった。4年の時には正力杯決勝で秋山に敗れた。正力国際では決勝で西ドイツの選手に背負投で一本勝ちして優勝を飾った。1990年には広島県警の所属となると、講道館杯で3位、体重別では決勝で東海大学4年の甲斐康浩に敗れるも2位となった。1991年の講道館杯でも3位だった。1992年には講道館杯で3位になると、体重別では再び決勝まで進むも新日鉄の甲斐に敗れた。1994年の講道館杯でも3位だった。1996年には全日本選手権に7年連続で出場を果たした。過去に6回も出場しながら僅か1勝しかしていなかったが、今大会では準々決勝で重量級の強豪である新日鉄の養父直人を背負投で破るなど予想外の活躍で準決勝まで進むと、高校及び大学の1年後輩である三谷浩一郎に谷落の技ありで敗れたものの3位入賞を果たした。

## 戦績
- 1986年 - 新人体重別 3位
- 1987年 - 優勝大会 3位
- 1987年 - 新人体重別 2位
- 1988年 - 優勝大会 3位
- 1989年 - 優勝大会 3位
- 1989年 - 正力杯 2位
- 1990年 - 正力国際 優勝
- 1990年 - 講道館杯 3位
- 1990年 - 体重別 2位
- 1991年 - 体重別 3位
- 1991年 - 韓国国際 2位
- 1992年 - ブルガリア国際 3位
- 1992年 - 講道館杯 3位
- 1992年 - 体重別 2位
- 1994年 - 講道館杯 3位
- 1994年 - イタリア国際 3位
- 1996年 - 全日本選手権 3位

(出典、JudoInside.com)。